# Slobodan Penezić
Slobodan Penezić - Krcun (srbsko Слободан Пенезић — Крцун), srbski general in politik * 2. julij 1918, † 6. november 1964.

## Življenjepis
Leta 1939 je postal član KPJ, naslednje leto član PK SKOJ in leta 1941 član OK KPJ za Užice. Med vojno je bil politični komisar več enot.
Po vojni je bil notranji minister LR Srbije (1946-53), podpredsednik in nato predsednik (1962-) Izvršnega sveta Srbije, republiški in zvezni poslanec, ... Umrl je v prometni nesreči na Ibarski magistrali.